# Трави (зелень)
Трави, зелень також зелення — «(збірне) деякі, переважно зелені овочі і трави, що вживаються як їжа або приправа до страв». Трави — це вегетативні частини (листя, стебла; наземна частина рослини) не деревних рослин. Ці рослини додають у їжу цілими або лише злегка подрібненими, щоб підкреслити смак або додати страві особливого смаку. Трави можна використовувати як сушені, так і повністю свіжі. Їх використовували як ароматизатори протягом всієї історії. У Середньовіччі кількість таких трав значно розширилася, але спочатку переважно для медичних цілей.

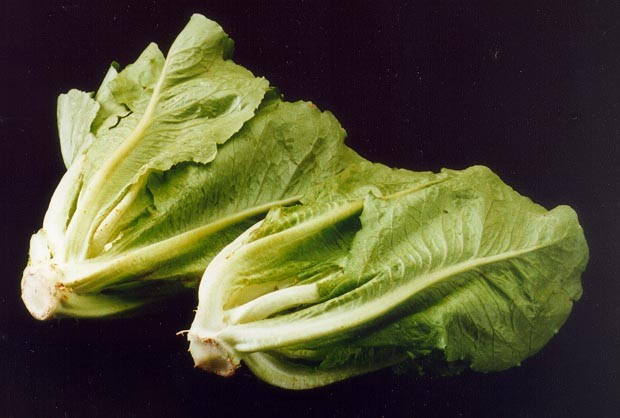
Зелень салату

Термін спеція переважно в множині, означає «прянощі, які додають до страви для поліпшення смаку й аромату; приправа; застраріле: зілля». Спеції зазвичай сушать і виробляють із різних частин рослини: насіння, кори, коренів та плодів.

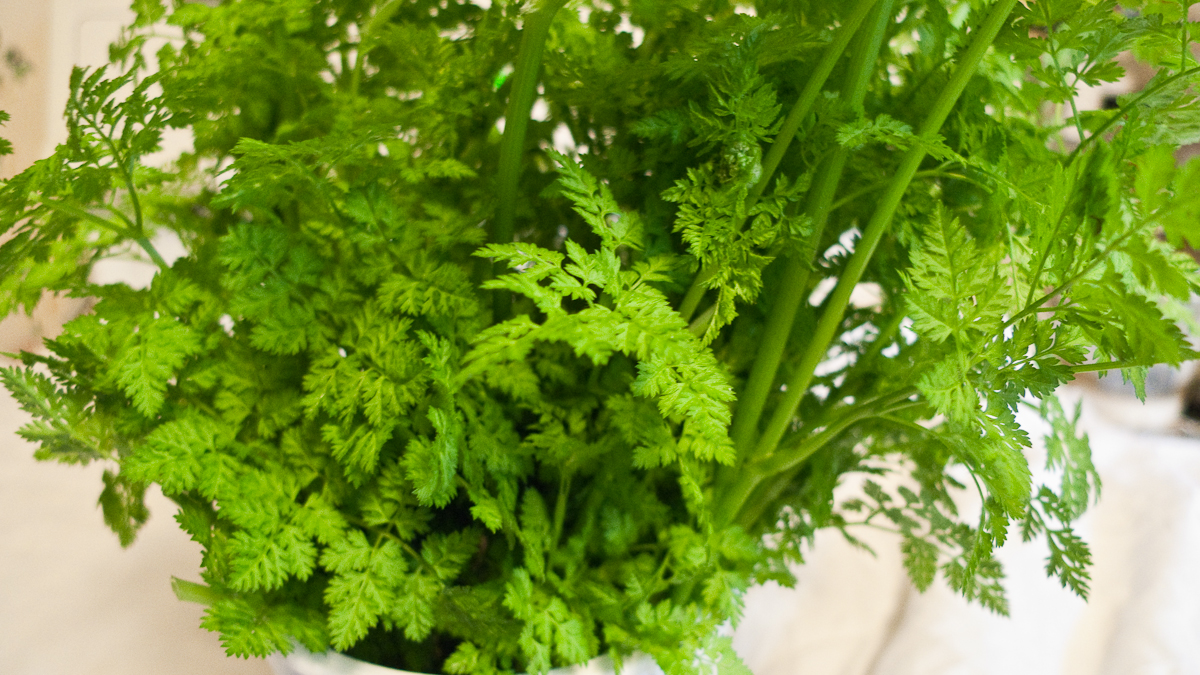
Свіжий кервель

Зелень трави деяких рослин використовують у приготуванні страв у свіжому вигляді. Сушену зелень використовують в якості приправ до страв. Основним стандартом є петрушка, чебрець і лавровий лист. У французькій кухні популярні як естрагон, так і кервель. В Англії віддають перевагу м'яті перцевій і шавлії, а в середземноморських країнах все ще найпопулярніші розмарин, орегано і базилік.
Сушені трави часто використовують у вигляді готових сумішей: як, наприклад, суміш петрушки, кервеля, естрагону та шніт-цибулі. Подібним чином прованські трави — це суміш чебрецю, розмарину, лавра, базиліка та чаберу (іноді з невеликою кількістю лаванди), тоді як венетьєнські трави складаються з естрагону, петрушки та кервеля.

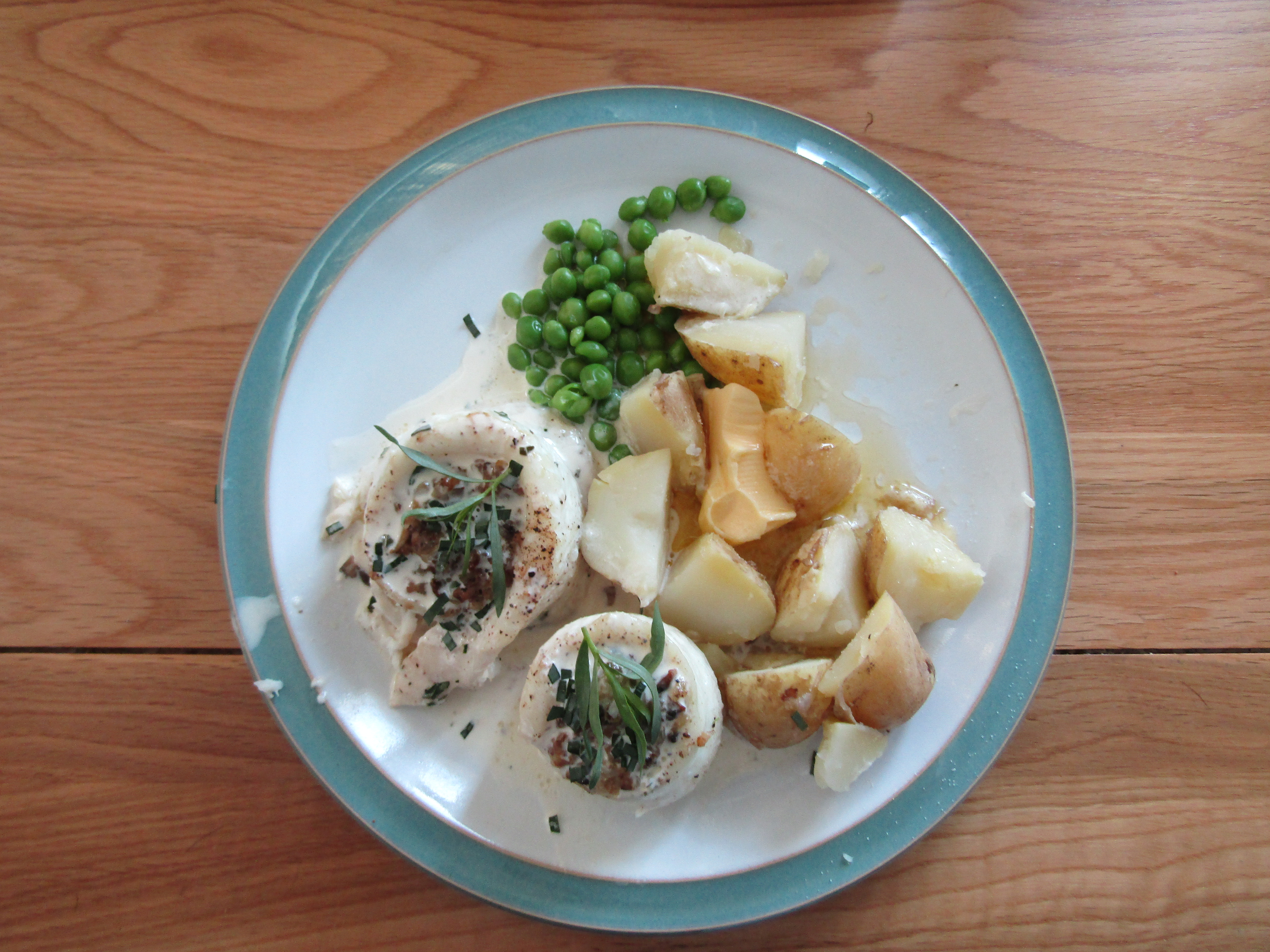
Страва з грибами і естрагоном

Свіжу зелень петрушки, кропу, селери при використанні в стравах у свіжому вигляді не січуть, а шаткують — це запобігає виділенню соку, а разом з ним ароматичних і смакових речовин; щоб освіжити зів'ялу зелень петрушки, кропу, селери, її кладуть у холодну підкислену воду. У дієтичному харчуванні зелень кропу рекомендують при ожирінні, захворюванні печінки, жовчного міхура, нирок. Перед приготуванням, зелень салату, петрушки, селери, зеленої цибулі перебирають і промивають у проточній воді або 2–3 рази у великій кількості води. Зелень зберігають у холодному місці. Також зелень використовують перед подаванням супів, для їх вітамінізації (додаючи дрібно посічену зелень).

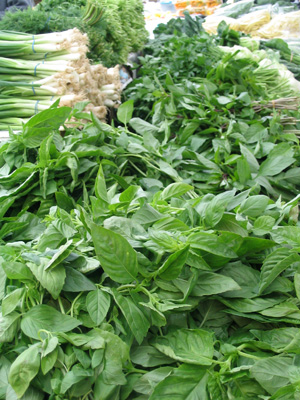
Трава (вегетативна частина) Базиліку і зеленої цибулі

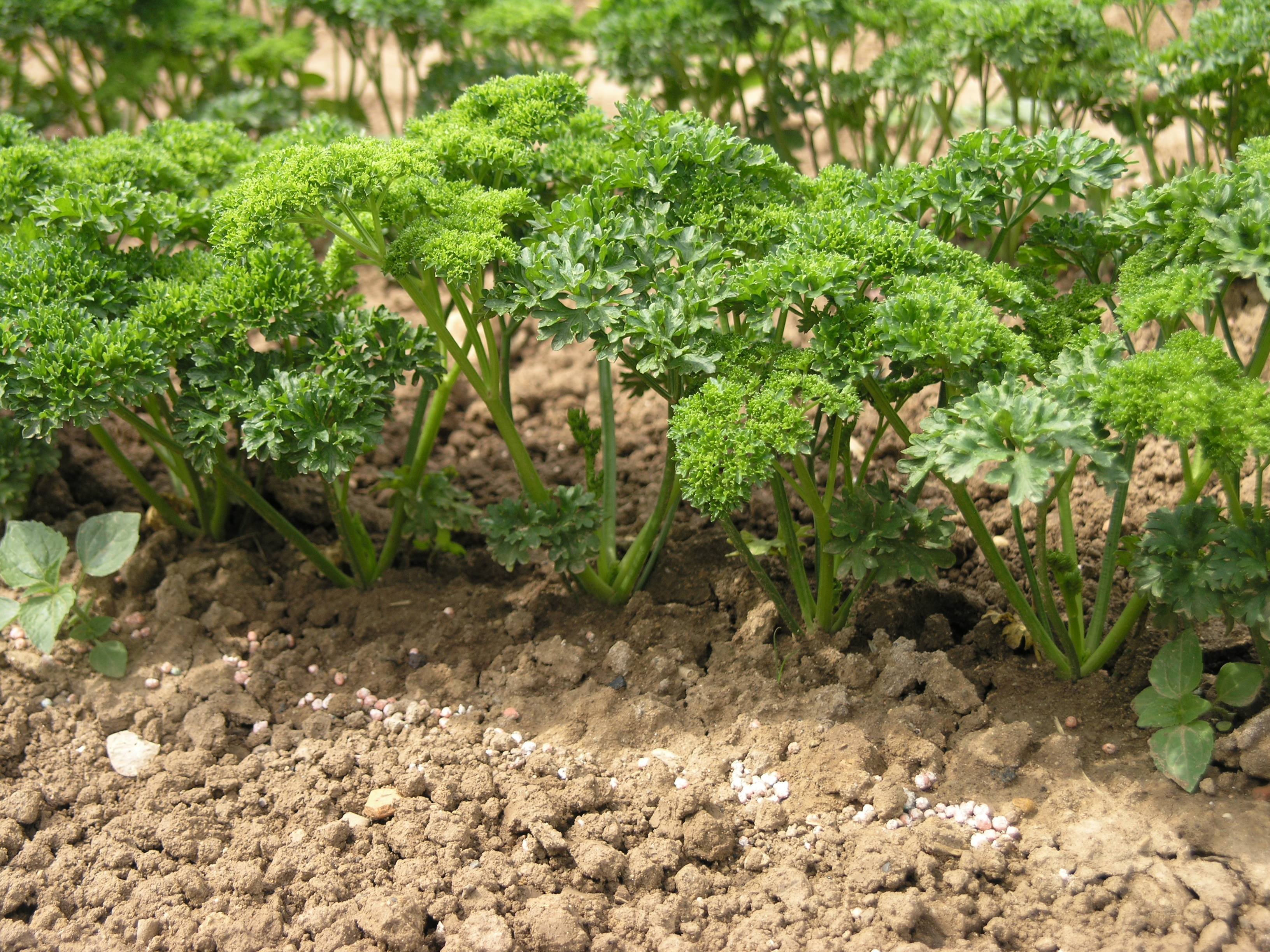
Трава (вегетативна частина) петрушки

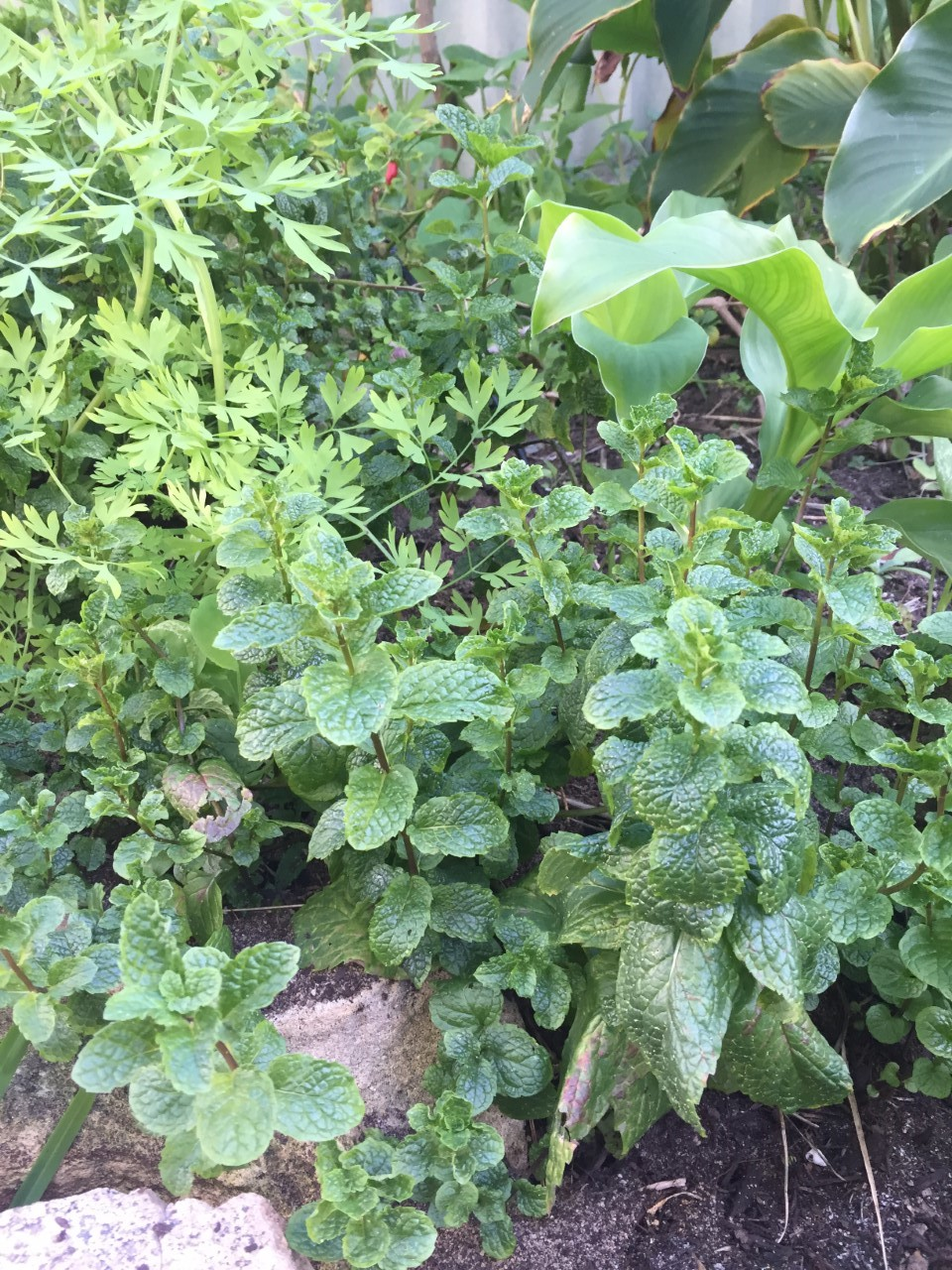
Трава м'яти разом з деякими іншими травами.

Випускається і сушена цілими гілочками або подрібнена зелень петрушки, кропу, селери, в тому числі і у суміші з них для борщів, юшок. Сушена зелень петрушки, селери, кропу повинна мати характерну для висушеного листя форму, зелений колір, консистенцію крихку, допускається деяка еластичність. Сушену зелень використовують без попереднього замочування для ароматизації перших страв і соусів.
Найчастіше українці купують салат латук і ромен, салатні суміші. Надзвичайно популярні серед українців також петрушка та кінза, з пахучих трав — фенхель.
Овочі та зелень — джерело вітамінів, мінералів і харчових волокон. Вони допомагають знизити ризик розвитку серцевих захворювань, інсульту і деяких видів раку.
ВООЗ зазначає, що в день потрібно з'їдати п'ять порцій овочів, вагою однієї порції —80 грамів.
Міністерство сільського господарства США не використовує грами або порції — все вимірюється чашками, і, відповідно до рекомендацій, потрібно з'їдати від однієї до чотирьох чашок овочів і зелені в день, це приблизно все ті ж 400 грамів. Меню може охоплювати від смузі зі шпинату, до омлету з помідорами й каші з бананом до овочевих гарнірів з м'ясом, супів або нуту. Точна кількість зелені і овочів залежить від статі й віку:
 — Малюки від 12 до 23 місяців від 2/3 до 1 чашки;
 — Діти 2-4 роки 1-2 чашки, 5-8 років від 1,5 до 2,5 чашок;
 — Дівчата 9-13 років від 1,5 до 3 чашок 14-18 років від 2,5 до 3 чашок;
 — Хлопці 9-13 років від 2 до 3,5 чашок, 14-18 років від 2,5 до 4 чашок;
 — Жінки 19-30 років від 2,5 до 3 чашок, 31-59 років від 2 до 3 чашок, 60 і більше років від 2 до 3 чашок;
 — Чоловіки 19-30 років від 3 до 4 чашок, 31-59 років від 3 до 4 чашок, 60 і більше років від 2,5 до 3,5 чашок.

## Перелік деяких трав, які використовують у кулінарії:
- Дикий часник
- Базилік
- Гірчиця салатна
- Полин
- Кресс водяний
- Листя карі
- Кріп
- Естрагон
- Фенхель
- Кресс-салат
- Кервель
- Коріандр
- Кмин
- Лаванда
- Любисток
- Лобода садова
- Кульбаба
- Майоран
- Мангольд
- Мирт
- Орегано
- Петрушка
- М'ята перцева
- Розмарин
- Щавель
- Селера
- Чебрець
- Цикорій салатний

## Значення поняття «трава»
Трава в кулінарії відрізняється від овочів тим, що, овочі — це «плоди городніх (рідше польових) рослин та зелень, що вживаються як їжа; городина», а зелень — це листя, стебла; наземна частина не деревних рослин. При використанні в якості спеції, трава петрушки, трава кропу і т.д. використовують у невеликих кількостях з метою надати смаку.
Інші значення терміна «трава» можуть мати відношення до набагато більшого асортименту рослин, що мають не лише кулінарне, а й терапевтичне чи інше використання. Наприклад, деякі найбільш часто описувані трави, такі як шавлія, розмарин та лаванда, будуть виключені з ботанічного визначення трави, оскільки вони не відмирають щороку та мають дерев'яні стебла. У ширшому розумінні трави можуть бути трав'янистими багаторічними рослинами, але також деревами, кущами, чагарниками, однорічними рослинами, ліанами, папоротями, мохами, водоростями, лишайниками та грибами. Фітотерапія може використовувати не тільки стебла та листя, але також плоди, коріння, кору, квіти та насіння.
- У ботаніці термін «трава» стосується трав'янистої рослини,[11] визначається як невелика насіннєва рослина без дерев'янистого стебла, в якому всі надземні частини (тобто над землею) відмирають назад до землі в кінці кожного вегетаційного періоду.[13] Зазвичай цей термін стосується багаторічних рослин, хоча трав'янисті рослини можуть бути також однорічними (де рослина гине в кінці вегетації та відростає з насіння наступного року)[12] або дворічними рослинами. Цей термін протиставляється чагарникам і деревам, що мають дерев'янисте стебло. Чагарники і дерева також визначаються за розмірами, де кущі мають висоту менш ніж десять метрів, а дерева можуть виростати на більш як десять метрів.

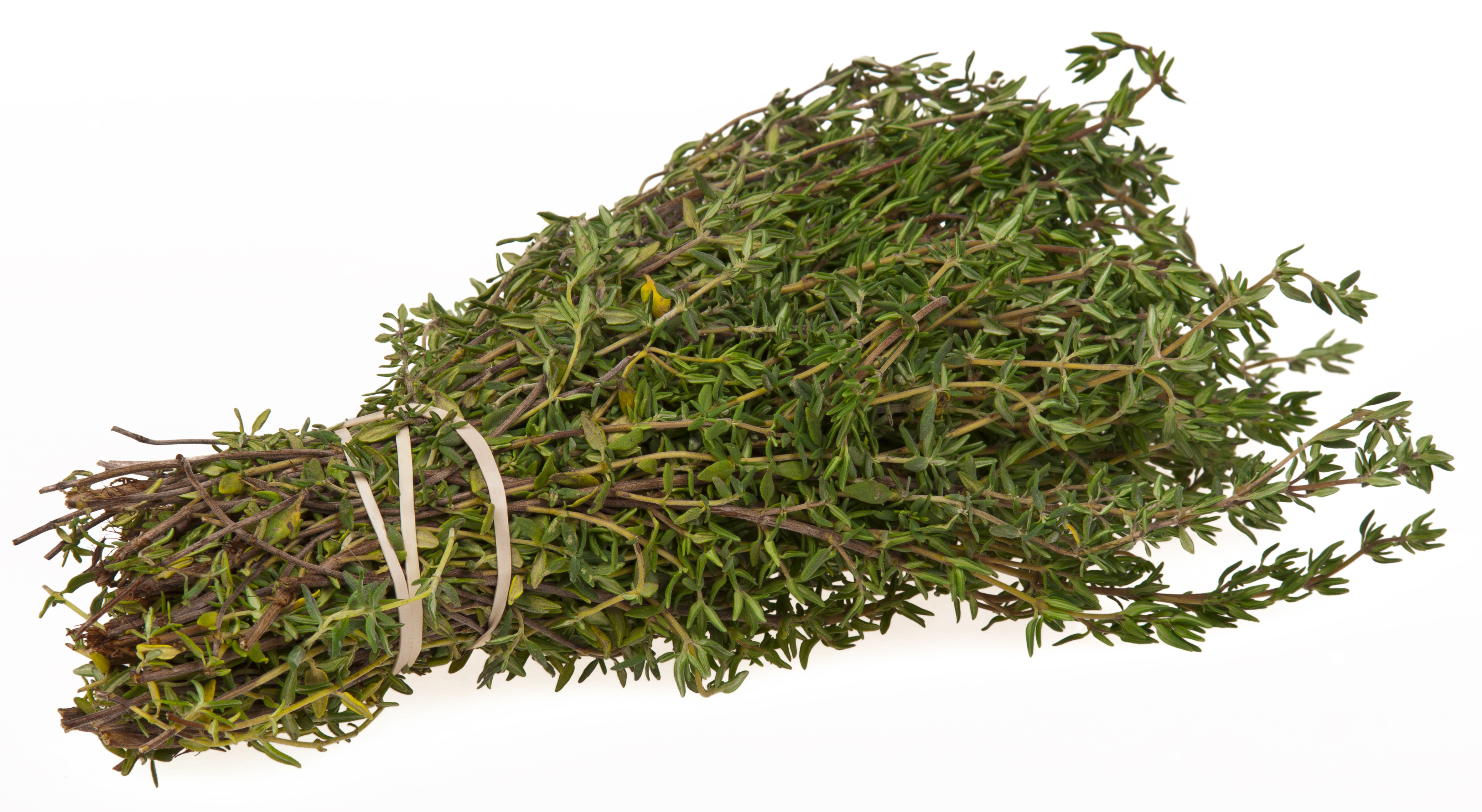
Пучок чебрецю

У кулінарії термін «трави» використовують не обов'язково в ботанічному сенсі трав'янистих рослин.
Травами можуть бути такі багаторічні рослини, як чебрець, шавлія або лаванда; дворічні рослини, такі як петрушка; або однорічні рослини, такі як базилік. Багаторічними травами можуть бути такі кущі, як розмарин (Rosmarinus officinalis), або такі дерева, як благородний лавр (Laurus nobilis) — це контрастує з ботанічними травами, які за визначенням не можуть бути деревними рослинами. Деякі рослини використовують як трави та спеції, такі як зелень кропу і насіння кропу або листя і насіння кинзи. Є також деякі лікарські рослини, такі як ті, що входять до сімейства м'ятових, які використовують як у кулінарних, так і в лікувальних цілях.
Імператор Карл Великий (742—814) склав список із 74 різних трав, які слід було посадити в його садах. Зв'язок між травами та здоров'ям визначено вже в європейському Середньовіччі — The Forme of Cury (Різновиди готування, тобто «кулінарія») просуває широке використання трав, зокрема й у салатах, і заявляє в передмові «рекомендації і поради від майстрів фізики та філософії при королівському дворі».
- Лікувальні (лікарські, цілющі і т. ін.) трави:

Термін «трави» часто застосовується в фітотерапії і медицині загалом. Залежно від періоду збору лікарських трав, заготовлювані трави можуть бути як без плодів, насіння, квіток, так і включаючи їх. Наприклад, траву вовчого тіла болотного збирають під час повного цвітіння рослини. Молочай кипарисоподібний використовується для виготовлення лікарських форм, для чого використовують траву і коріння рослини. У науковій медицині використовують траву барвінку малого (Herba Vincae minoris). З неї виготовляють препарат «девінкан».
Давньогрецький філософ Теофраст розділив рослинний світ на дерева, чагарники та трави. Трави стали розглядати у трьох групах, а саме: «трави у горщик» (наприклад, цибуля), солодкі трави (наприклад, чебрець) та салатні трави (наприклад, дика селера). Протягом XVII-го століття, коли селекційне розведення змінило розмір рослин та аромат, віддаляючи їх від дикої рослини, трави в горщиках стали називати овочами, оскільки їх більше не вважали придатними лише для горщика.
- Трав'яні чаї:

Деяке зілля можна настоювати в киплячій воді, щоб виготовити трав'яні чаї (також називають тізанами). Зазвичай використовують висушене листя, квіти або насіння або свіжу зелень. Трав'яні чаї, як правило, виготовляються з ароматичного зілля можуть не містити дубильних речовин або кофеїну і зазвичай не змішуються з молоком. Поширені приклади включають ромашковий чай або м'ятний чай. Трав'яні чаї часто використовують як джерело релаксації або можуть бути пов'язані з ритуалами.

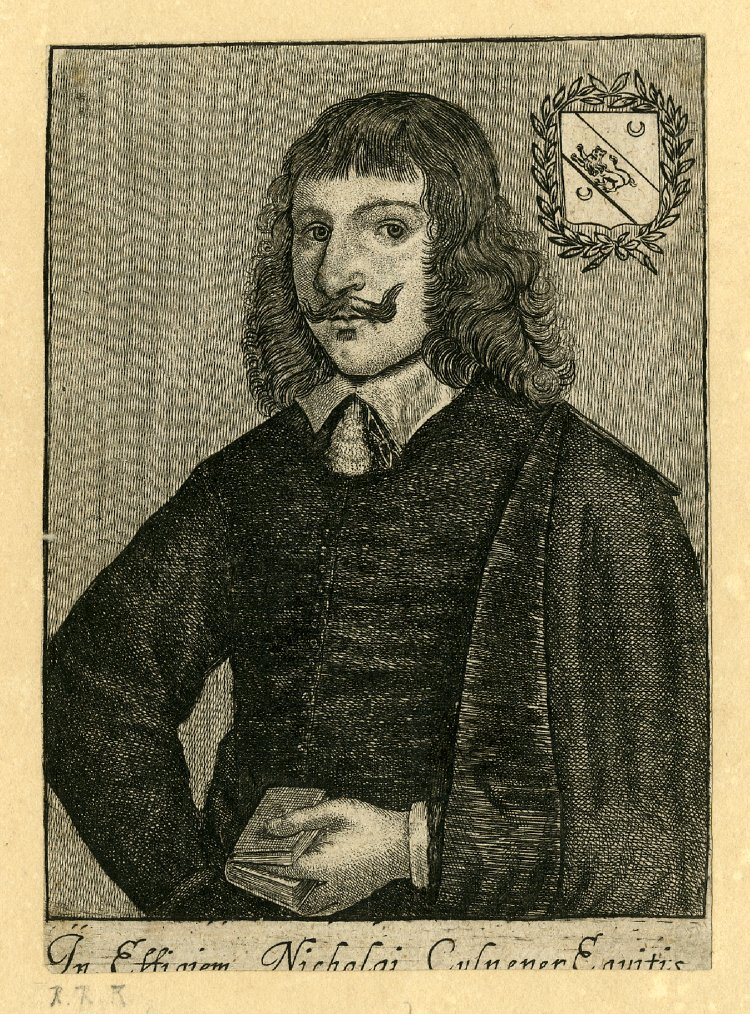
Ніколас Калпепер був англійським ботаніком, травником, лікарем і астрологом. (офорт Річарда Гейвуда між 1644 і 1662)

- Лікарські трави:

Трави як зілля використовували ще у доісторичній медицині. Ще у 5000 р. до н. е. на клинописі було описано свідчення того, що шумери використовували трави в медицині. У 162 р. н. е. лікар Гален був відомий тим, що готував складні рослинні препарати, що містять до 100 інгредієнтів.
Деякі рослини містять фітохімікати, які впливають на організм. Декотрі ефективні при вживанні в невеликих рівнях, що характерно для кулінарних «прянощів», а деякі трави токсичні у більших кількостях. Наприклад, деякі види рослинних екстрактів, як-от екстракт звіробою (Hypericum perforatum) або кави (Piper methysticum), можуть використовувати у медичних цілях для зняття депресії та стресу. Однак велика кількість цих трав може призвести до токсичного перевантаження, яке може спричинити ускладнення, які мають серйозний характер, і їх слід застосовувати з обережністю. Ускладнення можуть також виникнути через уживання трав з деякими ліками, що відпускаються за рецептом.
Трави здавна використовували як основу традиційної китайської фітотерапії, починаючи з першого століття н. е. і набагато раніше. В Індії лікарська система Аюрведи базується на травах. Лікарське використання трав у західних культурах сягає корінням у систему зцілення Гіппократа (грецька), засновану на метафорі зцілення четвертинних елементів. До відомих травників західних традицій належать Авіценна (перська), Гален (римська), Парацельс (німецько-швейцарська), Калпеппер (англійська) та ботанічно прихильні лікарі-еклектики Америки 19-го / початку 20-го століття (Джон Мілтон Скаддер, Гарві Вікс Фелтер, Джон Урі Ллойд). Сучасна фармацевтична продукція бере свій початок із сирих рослинних ліків, і до цього часу деякі ліки все ще видобуваються у вигляді фракцій / ізолятів сполук із сирих трав, а потім очищаються відповідно до фармацевтичних стандартів. В Україні відомий липовий чай, що готується з насіння липи і є лікарським відваром.
Деякі трави мають психоактивні властивості, які люди використовували як для релігійних, так і для рекреаційних цілей ще з часів раннього голоцену, зокрема листя та екстракти рослин конопель та коки. Листя рослини кока жували люди у північних перуанських суспільствах понад 8000 років тоді як використання конопель як психоактивної речовини бере свій початок у першому столітті нашої ери в Китаї та на півночі Африки.
Корінні австралійські народи розробили «ліки з кущів» на основі рослин, які були їм легко доступні. Завдяки тому, що ці групи народів жили в ізоляції, тому розроблені засоби лікування були розроблені для набагато менших недугів, ніж західні хвороби, якими вони заразилися під час колонізації. Такі трави, як річкова м'ята, акація та евкаліпт, використовували при кашлі, діареї, гарячці та головних болях.

## Світлини лікарських трав України

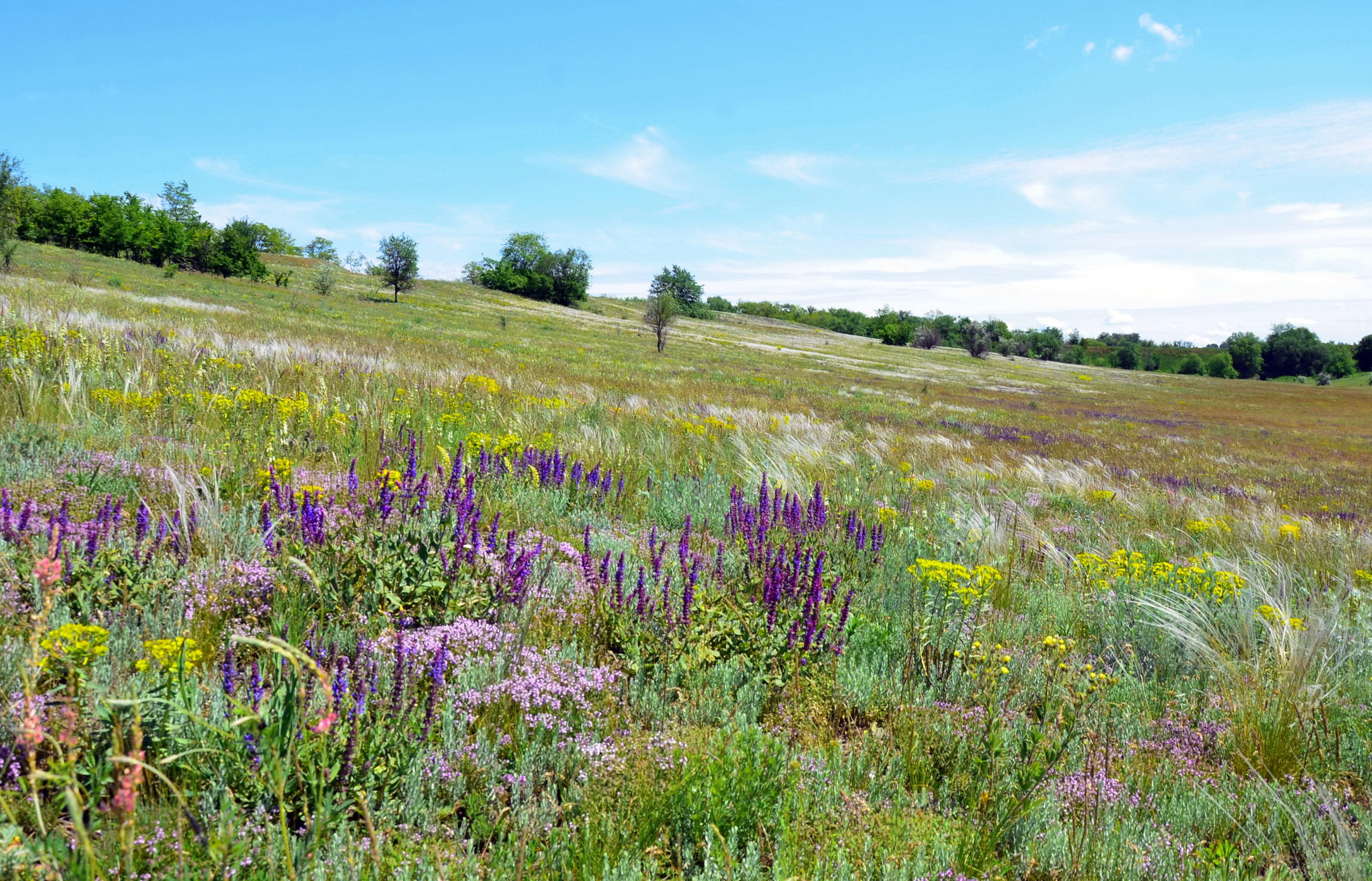
Чебрець та Шавлія на просторах Січеславщини
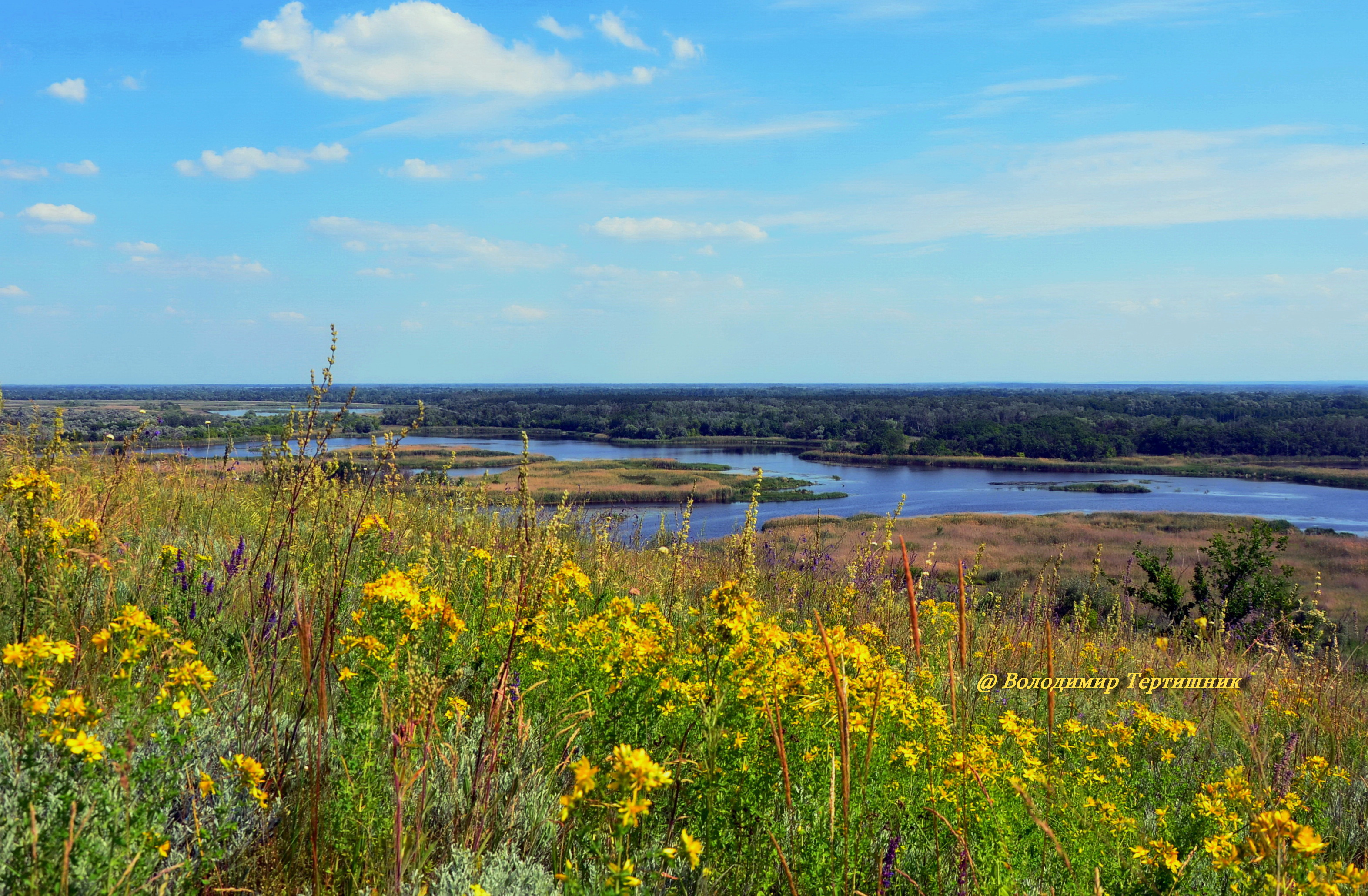
Звіробій на беразі Ворскли
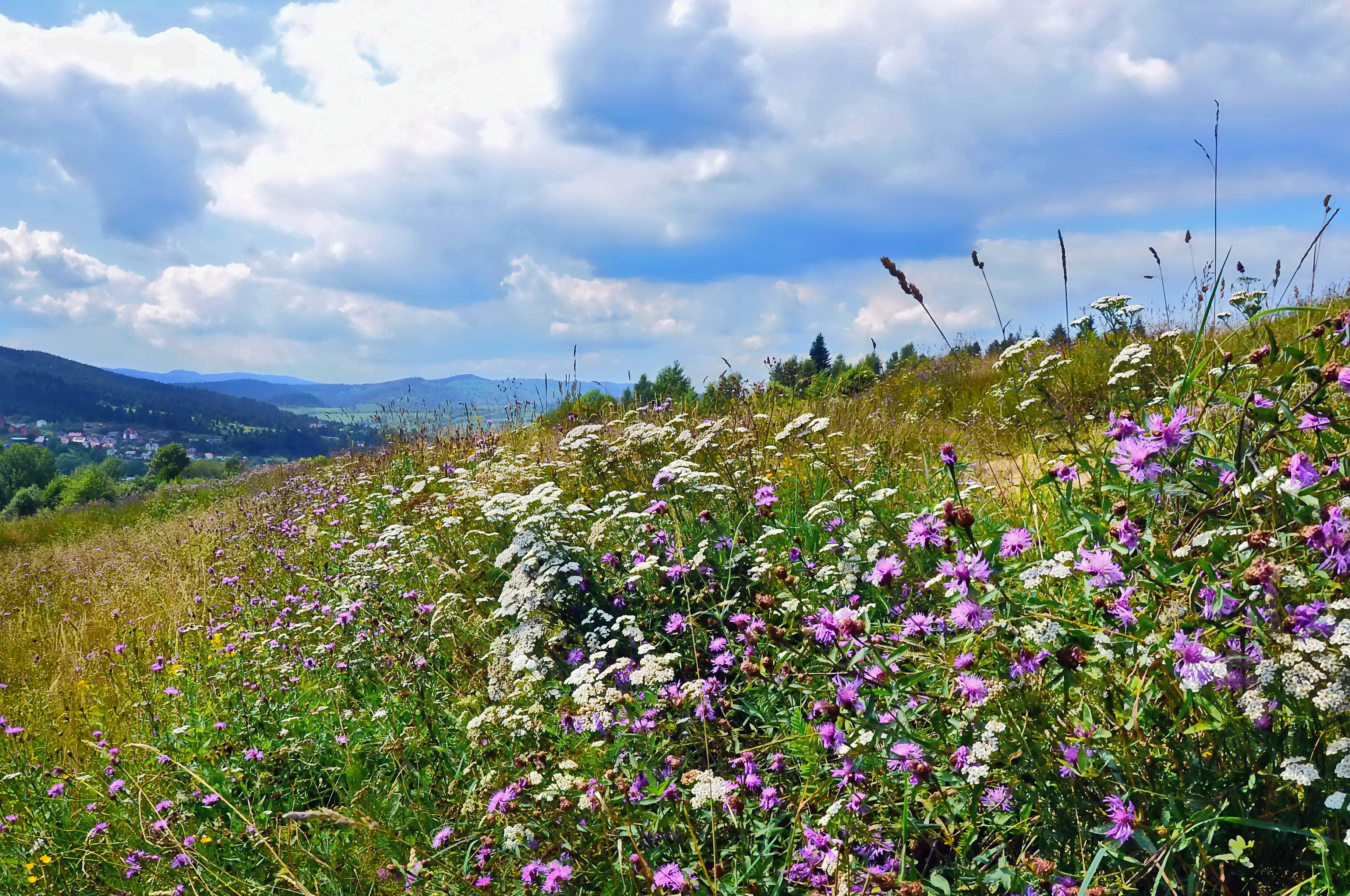
Лікарські трави на околицях Східниці
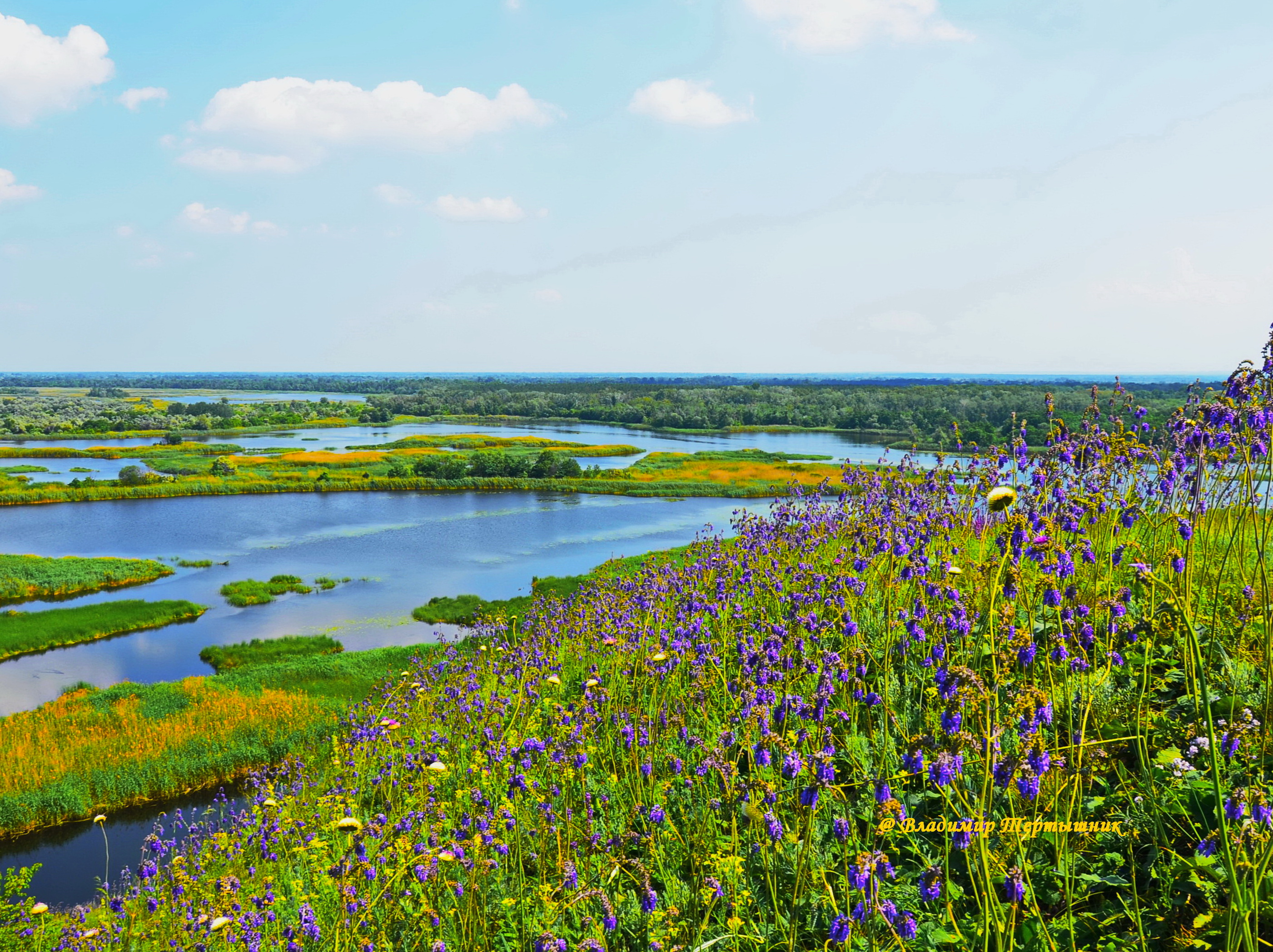
Шавлія на Полтавщині
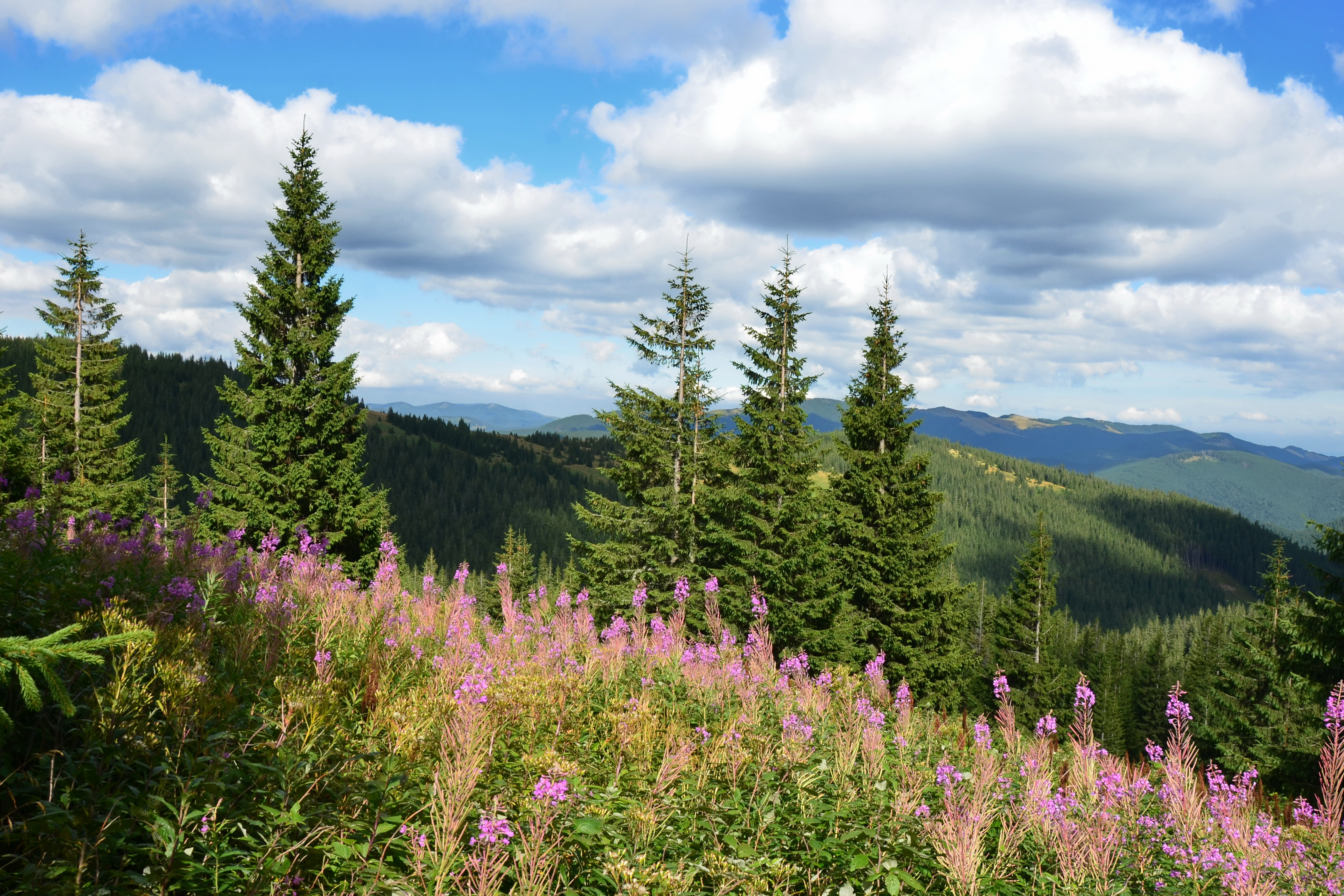
Іван-чай в Карпатах
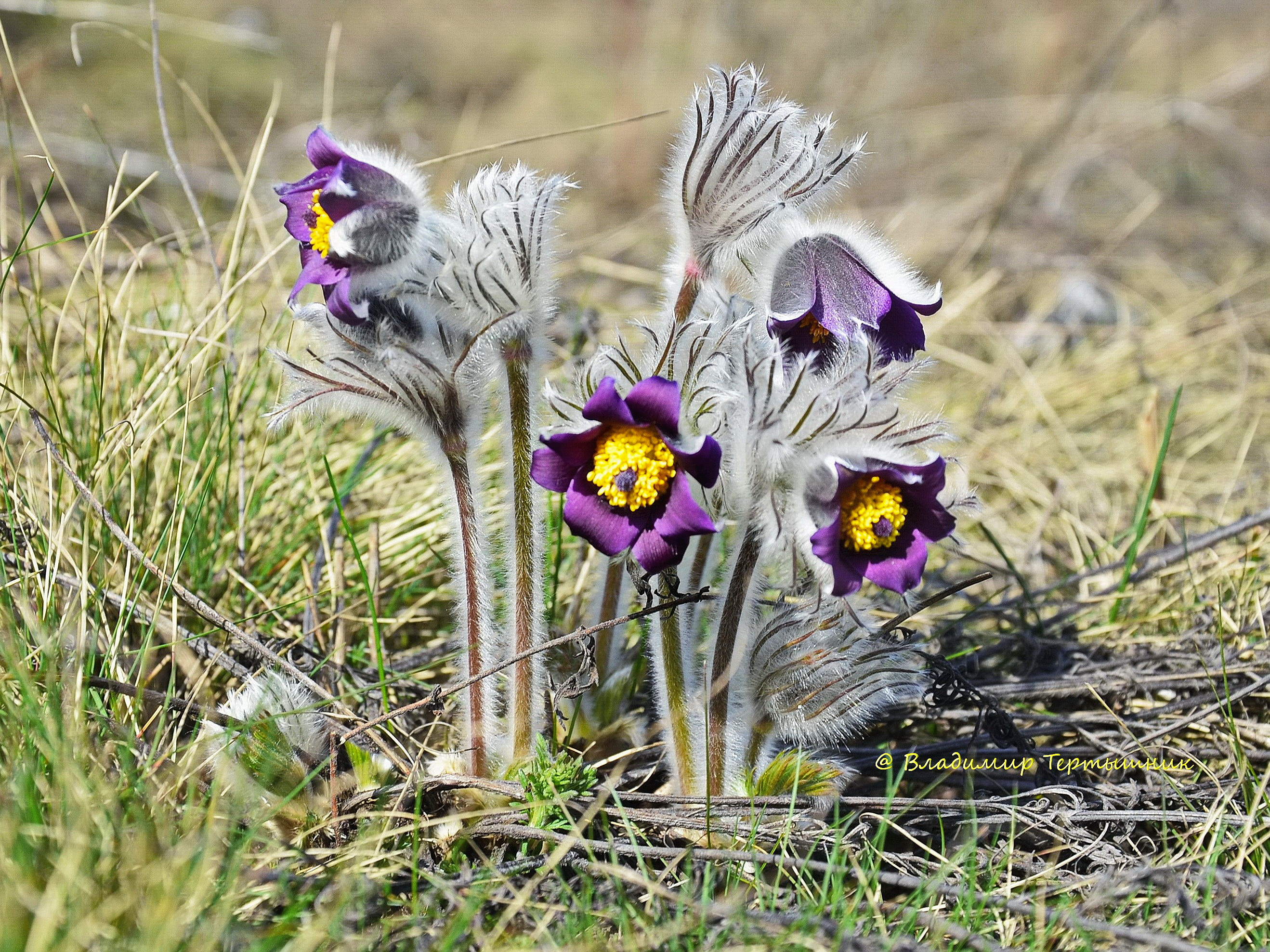
Сон лучний в районі села Весела Роща на Січеславщині
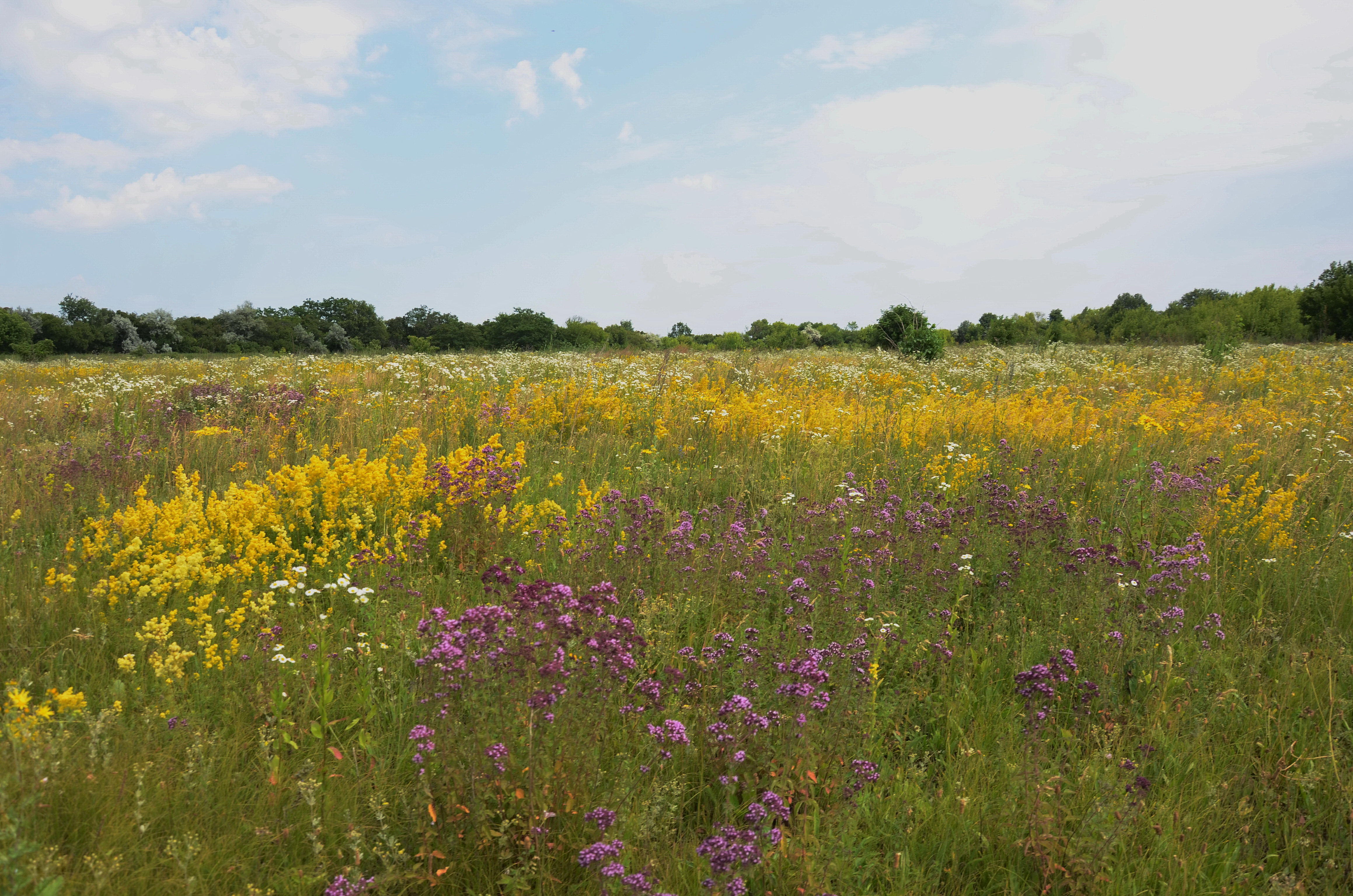
Материнка на Сумщині
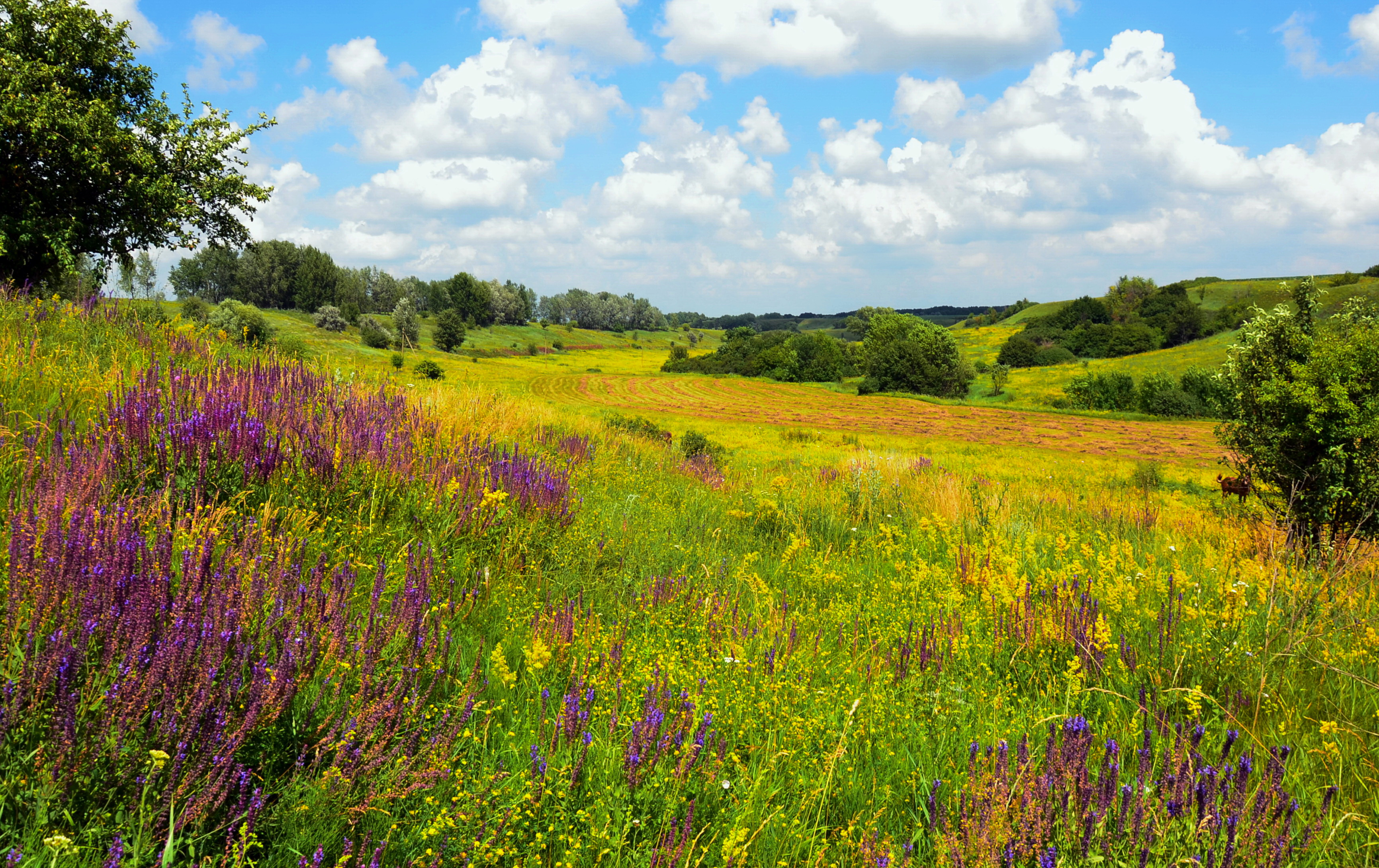
Лікарські рослини на околицях с. Батьки

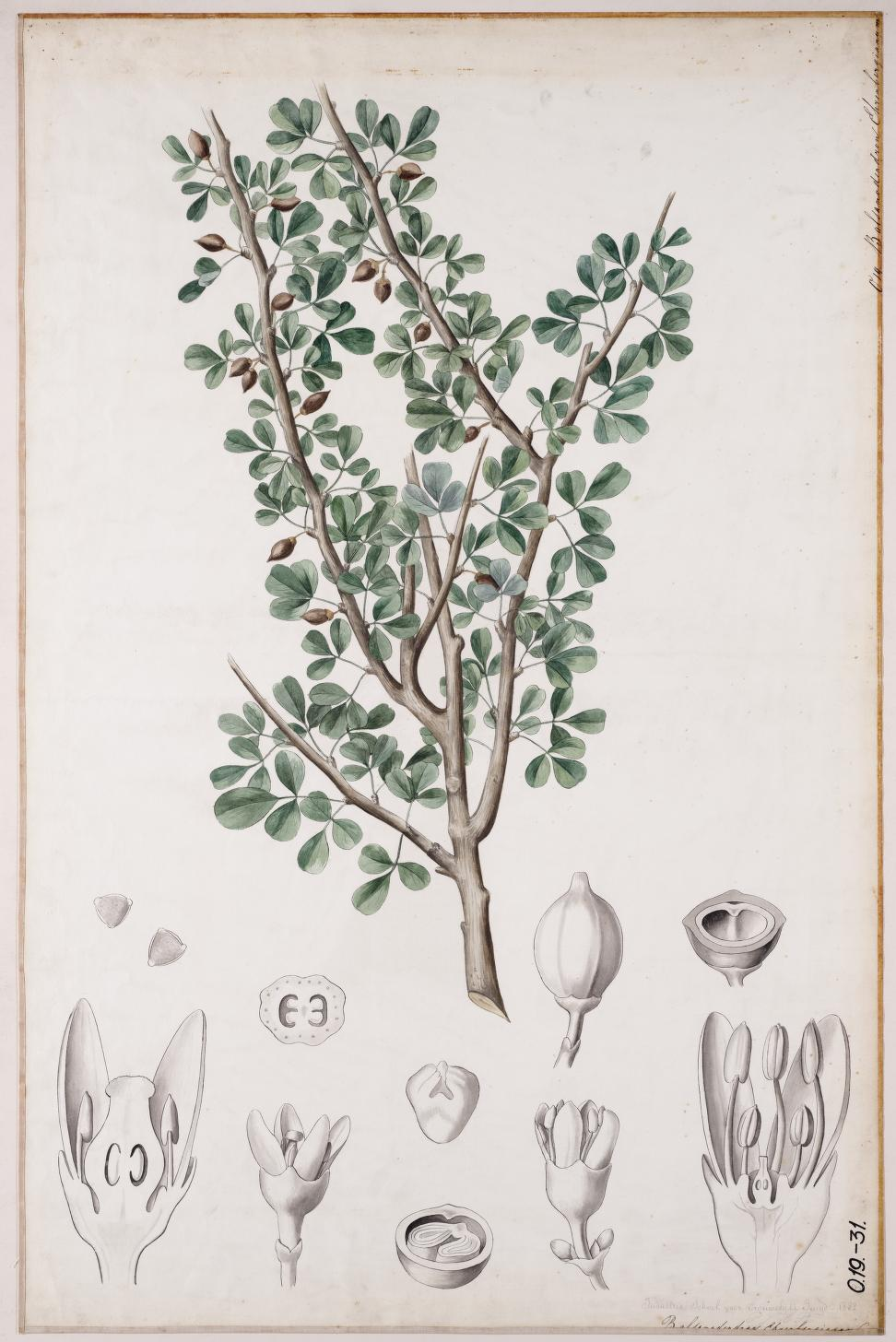
Commiphora gileadensis (Мірра)

- Священне зілля:

Зілля використовують у багатьох релігіях. Під час монастирської ери ченці вирощували трави поряд з овочами, а декотрі висаджували у «фізичний сад» для специфічних цілей. Наприклад, мирра (комміфори Мірра) і ладан (види Boswellia) в елліністичній релігії, то дев'ять трав чарівності в англо-саксонському язичництві, листя німа (Azadirachta indica), листя бейл (Aegele marmelos), святий базилік або туласі (Ocimum tenuiflorum), куркума або «халді» (Curcuma longa), конопля в індуїзмі, а біла шавлія у Вікці. Растафарі також вважає каннабіс святою рослиною.
Сибірські шамани також використовували зілля в духовних цілях. Рослини можуть бути використані для спонукання до духовного досвіду для проведення обрядів, таких як пошуки зору в деяких культурах корінних американців. Корінні американці Черокі використовують як білу шавлію, так і кедр для духовного очищення та розмиття свідомості.
Одним із методів, мабуть, найкращим, що застосовується для вилучення натуральних масел із трав для виготовлення помади, є перегородкова хроматографія. Процес включає поділ у водянистому розчині, а потім впорскування кольору під тиском.
- Посипання зілля:

Зілля для посипання розкидають (посипають) по підлогах житлових місць та інших будівель. Такі рослини зазвичай мають запашний або терпкий запах, а багато з них також слугують інсектицидами (наприклад, для відлякування бліх) або дезінфекційними засобами. Наприклад, гадючник (Filipendula ulmaria) в середні віки іноді розсипався по підлогах через його солодкуватий запах.
В Україні на Зелені Свята на підлозі розкладають татарське зілля.
- Рослинна косметика:

Спочатку завжди були сумніви в стародавніх суспільствах, особливо у скептичному середовищі західних традицій, щодо ефективності рослинних ліків. Застосування рослинної косметики в європейських та західних країнах налічує приблизно шість століть. Суміші та пасти часто готували, щоб відбілити обличчя. Протягом 1940-х років рослинна косметика повернулася з появою червоного кольору помади, щороку набираючи все інтенсивнішого червоного кольору. Рослинна косметика буває різних форм, таких як креми для обличчя, скраби, помада, натуральні ароматизатори, пудри, олії для тіла, дезодоранти та сонцезахисні креми. Вони активуються через епітелій сальних залоз, щоб зробити шкіру еластичнішою. Аюрведичні олії широко використовують в Індії, їх цінують за природні оздоровчі властивості.

## Коли садити кулінару зелень
- Базилік вирощують через розсаду, яку висівають у квітні — так можна прискорити перший урожай на 2-3 тижні. Також пряність можна висівати у травні насінням відразу на постійне місце.
- Чабер городній  — насіння висівають із березня по травень.
- Естрагон або тархун — насіння  висівають із травня по жовтень у відкритий ґрунт.
- Гісоп — насіння висівають у березні на розсаду, у травні — у відкритий ґрунт.
- Кінза  — насіння висівають з квітня по липень, урожай забирають з липня по вересень. Глибина посіву — 1 см, відстань між рослинами — 10 на 20 см.
- Кріп не боїться холоду, його можна висівати щойно зійде сніг.
- Орегано  — якщо вирощують розсадою, сіянці пересаджують в сад на початку травня.
- Меліса  —  щоб виростити на дачі кілька кущиків, потрібно посіяти у травні насіння на грядку.[26]